# 金浩鎮
金浩鎮（韓語：김호진，1970年5月5日—），韓國男演員，1995年KBS公開藝人班選拔第4期。

## 演出作品

### 電視劇
- 1994年：KBS《員警》
- 1996年：KBS《澡堂老板家的男人們》飾演 金敏基
- 1997年：MBC《我生存的理由》
- 1998年：SBS《驀然回首》飾演 李延世
- 2000年：MBC《不是人人都能愛》飾演 金東希
- 2000年：MBC《歐巴桑》
- 2001年：KBS《脆弱的心》飾演 韓東旭
- 2002年：KBS《尋求陽光》飾演 姜東旭
- 2003年：KBS《黃色手帕》飾演 李尚敏
- 2004年：SBS《大小姐們》飾演 朴賢宇
- 2006年：KBS《首爾1945》飾演 李東宇
- 2007年：MBC《新賢母良妻》飾演 許明必
- 2008年：MBC《明知後悔還會做的事》
- 2009年：KBS《千秋太后》飾演 王郁（高麗安宗）
- 2009年：SBS《兩個妻子》飾演 姜哲秀
- 2011年：Channel A《天上花園GOMBE嶺》飾演 姜泰攝
- 2012年：MBC《不能沒有你的生活》飾演 李賢泰
- 2014年：MBC《全都是泡菜》飾演 申泰京
- 2015年：MBC《我的女兒，琴四月》飾演 琴亨錫
- 2015年：MBC《華麗的誘惑》飾演 權佑赫
- 2017年：MBC《王在相愛》飾演  王瑛
- 2019年：MBC《全都是孔多利》飾演 韓秀浩

### 電影
- 1994年：《 The Story Of Two Wome》
- 1997年：《先生避孕套》
- 1999年：《隔世情緣》
- 2003年：《瑪德琳蛋糕》
- 2014年：《官能的法則》
- 2019年：《姊姊》飾演 No.3

### 綜藝節目
- 2018年9月12日：tvN《 劉QUIZ ON THE BLOCK》 EP3 驚喜出演

## 獲獎
- 1994年：KBS演技大賞 - 男子新人獎
- 2001年：KBS演技大賞 - 男子優秀演技獎
- 2003年：KBS演技大賞 - 男子最優秀演技獎
- 2015年：MBC演技大賞 - 特別企劃部門 最佳男配角

## 外部連結
- NAVER （页面存档备份，存于）